# 高頭蝠
高頭蝠（学名：Scotophilus kuhlii）为蝙蝠科高頭蝠屬下的一个种。